# Günther Frei
Günther Hans Frei (* 19. Mai 1942 in St. Gallen) ist ein Schweizer Mathematiker und Mathematikhistoriker.

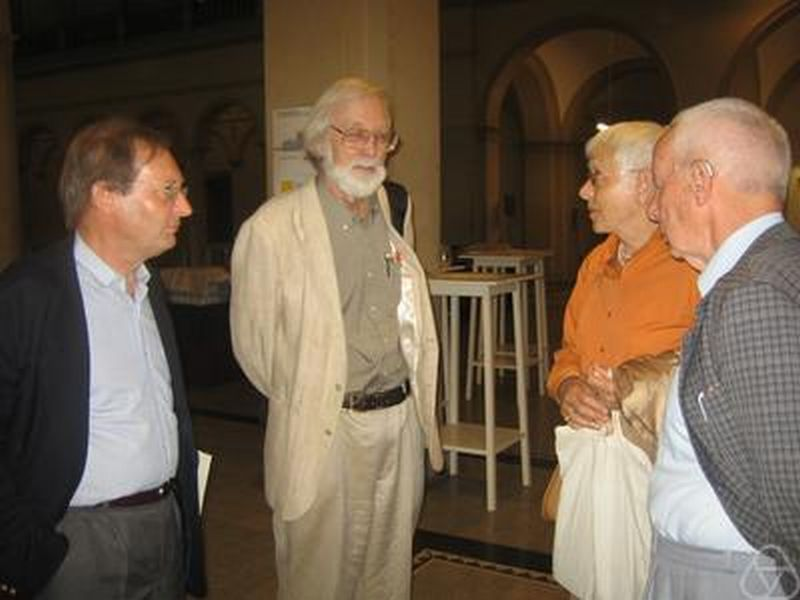
Günther Frei (links) mit John Milnor, Yvonne Dold-Samplonius, Albrecht Dold, Zürich 2007

Frei studierte in Zürich Mathematik, Physik und Sprachen. Er promovierte 1968 bei Bartel Leendert van der Waerden in Zürich mit einer Arbeit über Geometrie (Beiträge zur axiomatischen Inhaltstheorie). Ab 1968 war er Instructor an der University of Notre Dame und war ab 1970 an der Universität Laval in Québec, wo er seit 1971 Professor war. Inzwischen ist er emeritiert und lebt in Hombrechtikon.
Frei beschäftigt sich vor allem mit Zahlentheorie und Mathematikgeschichte, insbesondere des 19. und 20. Jahrhunderts (wie die Biographie von  Helmut Hasse), Geschichte der Zahlentheorie und der Schweizer Mathematik. Er ist Mitglied der Euler-Kommission.

## Schriften
- Felix Klein. A biographical sketch. In: Jahrbuch Überblicke Mathematik. 1984, S. 229 (und Felix Klein. In: Collection Mathématique. Université Laval, Band 40, 1981).
- Leben und Werk von Helmut Hasse. In: Collection Mathématique. Université Laval, 1977 (und Helmut Hasse. In: Collection Math. Band 38, 1981).
- Helmut Hasse. In: Expositiones Mathematicae. Band 3. 1985, S. 55–69.
- mit Urs Stammbach: Hermann Weyl und die Mathematik an der ETH Zürich 1913–1930. Birkhäuser 1992. eingeschränkte Vorschau in der Google-Buchsuche
- mit Urs Stammbach: Die Mathematik an den Zürcher Hochschulen. Birkhäuser 1994. eingeschränkte Vorschau in der Google-Buchsuche
- mit Urs Stammbach: Mathematicians and Mathematics in Zürich, at the university and the ETH. Schriftenreihe der ETH-Bibliothek 2007.
- mit Peter Roquette (Hrsg.): Emil Artin und Helmut Hasse – die Korrespondenz 1923–1934. Universitätsverlag Göttingen 2008 (zuerst 1981 in Collection Mathématique. Universität Laval).
- (Hrsg.): Der Briefwechsel David Hilbert–Felix Klein 1886–1918. Vandenhoeck und Ruprecht 1985.
- mit Urs Stammbach: Heinz Hopf. In: Ioan James (Hrsg.): History of Topology. Elsevier 1999.
- The unpublished section eight: on the way to function fields over finite fields. In: Catherine Goldstein, Joachim Schwermer, Norbert Schappacher (Hrsg.) The shaping of arithmetic – after C. F. Gauss´s Disquisitiones Arithmeticae. Springer 2007 (auch Nachrichten Akad. Wiss. Göttingen 2006),
- Heinrich Weber and the emergence of class field theory. in David Rowe, John McCleary (Hrsg.) History of modern mathematics. Academic Press, 1989, S. 425.
- Developments in the theory of algebra over number fields. in Jeremy Gray, Karen Parshall (Hrsg.): Episodes in the history of modern algebra 1800–1950. American Mathematical Society 2007, S. 117–151.
- The reciprocity law from Euler to Eisenstein. In: Sugiura Sasaki, Joseph Dauben: The intersection of history and mathematics. Birkhäuser 1994.